# Gångjärn

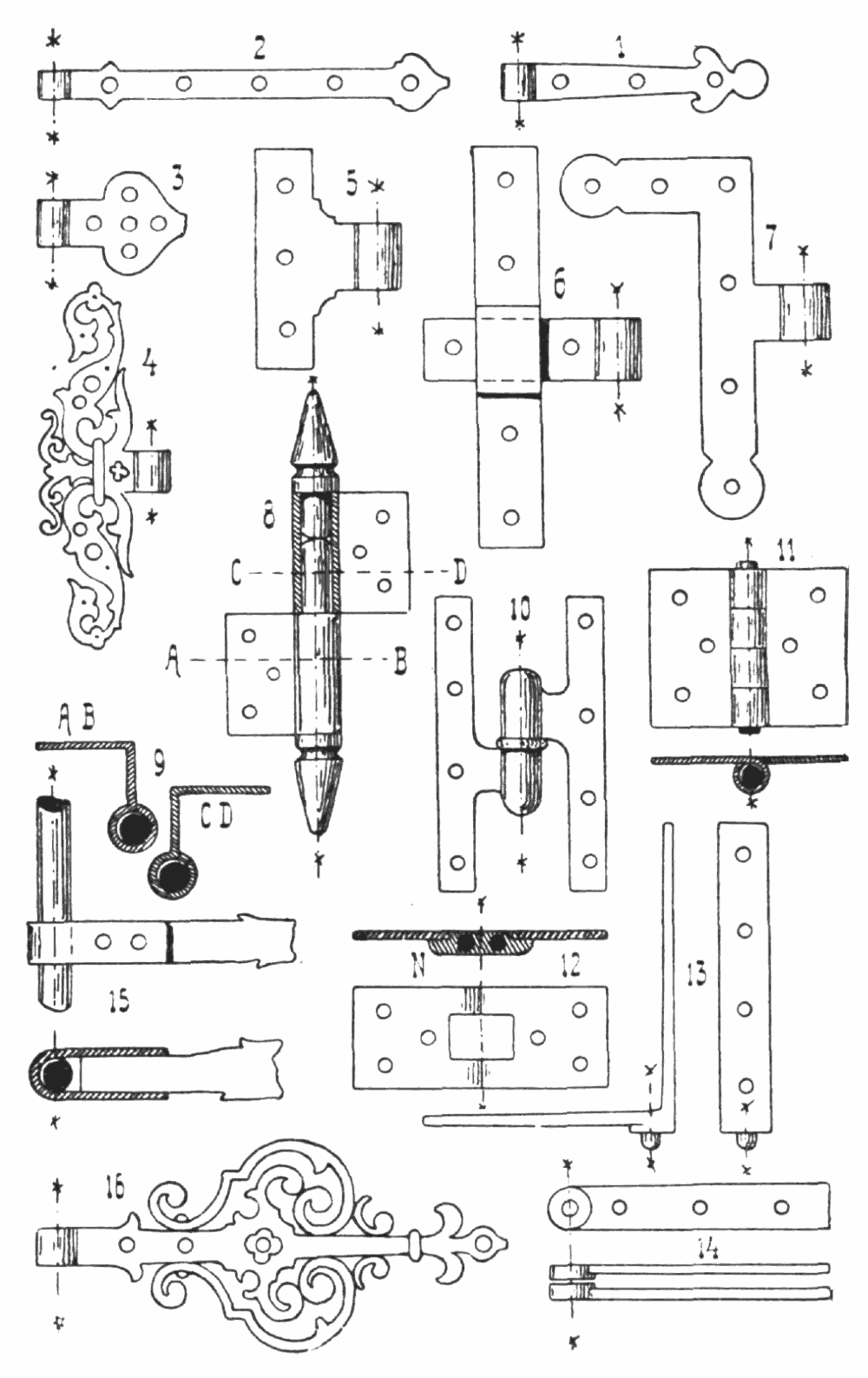
Flera olika gångjärn

Ett gångjärn är ett beslag som används för att förbinda två objekt då man vill att det ena skall kunna rotera i förhållande till det andra. Den del som sitter fast i karmen heter stapel.
Vissa gångjärnstyper kan inte vändas hur som helst, och då uppkommer behovet av spegelvända beslag. Man talar då om högergångjärn och vänstergångjärn. Betrakta en dörr, som kan öppnas endast åt ett håll, till exempel för ett kylskåp eller för ingången till en byggnad. Om dörren från utsidan sett skall öppnas utåt, skall den som skall gå in i huset dra dörren mot sig. Dörren kallas då utåtgående. Har den då, utifrån sett, gångjärnen till höger kallas den högerhängd, och passande gångjärn ska då vara av högertyp och vice versa.
Beslaget kallas gångjärn oavsett vilket material beslaget är utfört av, i handeln finns alltså mässingsgångjärn.